# Pat Barrett
Patrick Barrett (Dublino, 4 settembre 1941 – 28 novembre 2021) è stato un wrestler irlandese.
Ha lottato nella National Wrestling Alliance e in World Wide Wrestling Federation. Inoltre, ha combattuto in Australia e Nuova Zelanda.

## Carriera

### National Wrestling Alliance (1963 - 1974)
Patrick Barrett debuttò nel 1960 in Irlanda come Paddy Barrett. Nel 1963, viaggiò in nave dall'Irlanda agli Stati Uniti dove entrò a far parte della National Wrestling Alliance. Lottò anche in Canada dove creò un tag team molto forte con Tom Geohagen. Barrett e Geohagen sconfissero Art Nelson & Ivan Kameroff l'8 novembre 1965 conquistando l'NWA Canadian Tag Team Championship. Persero i titoli contro John Tolos & Black Terror il 4 gennaio 1966, ma sconfissero gli stessi il 28 febbraio 1966 riconquistando i titoli. Dopo il successo in Canada, i due non sfondarono nella NWA e, ben presto, si divisero e intrapresero carriere da singolo. Ben presto però, Barrett si unì a Don Leo Jonathan e i due conquistarono gli NWA Canadian Tag Team Championship. Barrett arrivò così a tre regni per quel titolo. Dopo aver perso i titoli, i due si divisero e Barrett ebbe una faida proprio con Jonathan e Tom Geohagen.

### Australia (1974)
Nel 1974, viaggiò in Australia dove prese le vesti di Mr. Wrestling. Il 5 aprile 1974, vinse l'Austra-Asian Tag Team Championship vincendo un torneo insieme a Tony Kontellis.

### World Wide Wrestling Federation (1975)
Nel 1975, firmò un contratto per la WWWF dove lottava con il ring name di Pat Barrett. Arrivò anche a lottare contro Bruno Sammartino per il WWWF World Heavyweight Championship ma il match non durò molto e Barrett venne sconfitto. Rimase poi nel mid-card della WWWF. Tuttavia, nel giugno 1975, Victor Rivera lasciò la WWWF e Dominic DeNucci, detentore di una delle cinture di coppia, scelse Barrett come suo nuovo tag team partner. Il loro regno durò due mesi, poiché persero i titoli il 26 agosto 1975 contro Blackjack Mulligan e Blackjack Lanza.

### Ritorno nella NWA (1975 - 1979)
Ritornò poi nella NWA. Il 15 agosto 1977, Pat Barrett e Norvell Austin sconfissero Jerry Brown e Buddy Roberts vincendo l'NWA Mid-American Tag Team Championship ma lo persero una settimana dopo contro gli stessi. Ebbero un secondo regno da campioni che però anche questo durò poco. Nel 1979, lottò nella NWA Hollywood Wrestling e sconfisse Bull Ramos vincendo l'NWA Americas Heavyweight Championship. Durante il suo regno da campione ebbe delle faide con Bull Ramos, Walter Johnson, Chavo Guerrero, Johnny Mantell, Roddy Piper e Ron Starr. Perse definitivamente il titolo contro Pat Patterson.

### Tour nelle Isole del Pacifico e Nuova Zelanda (1979 - 1984)
Sul finire del 1979, lasciò la NWA Hollywood Wrestling e viaggiò nelle Isole del Pacifico. Il 2 gennaio 1980, Barrett sfidò Lee Osbourne per il World Junior Heavyweight Championship ma perse il match. Vinse poi il titolo sette giorni dopo. Il 15 aprile 1980, sconfisse anche Kerry Garvin vincendo il Pacific Area Heavyweight Championship. Nel 1981, Pat Barrett viaggiò in Nuova Zelanda. Formò un tag team con Pat O'Connor ma non ebbero successo. Successivamente, lui e John Istaz, vinsero il New Zealand Tag Team Championship.
Northern Ireland (1984-1985) In 1984, he returned to his hometown in Northern Ireland. He went on to win the Irish Heavyweight Championship and defended it against Irish wrestlers.

### Ritiro (1985)
Pat Barrett si ritirò dal mondo del wrestling nel 1985, all'età di 44 anni. Diventò allenatore e allenò molti wrestler irlandesi. Barrett successivamente si dedicò a tutto ciò che, a causa della sua carriera da wrestler, non aveva potuto fare e diventò bravo nell'equitazione. Imparò a suonare il basso e ora gestisce un ranch a Montana. Nell'agosto 2006, Barrett ha fatto un'apparizione per la Irish Whip Wrestling, durante un evento svoltosi a Dublino.

## Titoli e riconoscimenti
Continental Wrestling Association
- AWA Southern Tag Team Championship (2 - con Norvell Austin)

NWA All-Star Wrestling
- NWA Canadian Tag Team Championship (Vancouver version) (3 - 2 con Tom Geohagen - 1 con Don Leo Jonathan)

NWA Hollywood Wrestling
- NWA Americas Heavyweight Championship (1)

NWA World Championship Wrestling (Australia)
- NWA Austra-Asian Tag Team Championship (1 - con Tony Kontellis)

World Wide Wrestling Federation
- WWWF World Tag Team Championship (1 - con Dominic DeNucci)

Altri titoli
- Irish Heavyweight Championship (1)
- New Zealand Tag Team Championship (1 - con John Istaz)
- Pacific Area Heavyweight Championship (1)
- Pacific World Junior Heavyweight Championship (1)